# Hyacinthoides aristidis
Hyacinthoides aristidis là một loài thực vật có hoa trong họ Măng tây. Loài này được (Coss.) Rothm. mô tả khoa học đầu tiên năm 1944.